# 31-я лыжная бригада
31-я лыжная бригада — воинское соединение СССР в Великой Отечественной войне.

## Полное наименование
- 31-я отдельная олене-лыжная бригада (с 25 сентября 1942 г.)
- 31-я отдельная лыжная бригада— войсковая часть № 01535
- 31-я отдельная лыжная Краснознамённая бригада (с 31 октября 1944 г.)
- 31-я отдельная горнострелковая Краснознамённая бригада (с конца января, начала февраля 1945 г.)
- 31-я отдельная горнострелковая Краснознамённая ордена Красной Звезды бригада (с 15 июня 1945 г.)
- в Действующей армии:
- 25.9.1942-15.11.1944 гг.;
- 15.02.1945-11.05.1945 гг.;
- 28.08.1945-03.09.1945 гг.

## Награды и наименования
| Награда                | Дата               | За что получена |
| ---------------------- | ------------------ | --- |
| Орден Красного Знамени | 31 октября 1944 г. | За успешное выполнение боевых задач в ходе Петсамо-Киркенесской наступательной операции (07.10.1944 — 29.10.1944 гг.) |
| Орден Красной Звезды   | 15 июня 1945 г.    | За успешное выполнение боевых задач в ходе Моравско-Остравской наступательной операции (24.03.1945 — 05.05.1945 гг.)  |

## Командиры
- Соловьёв, Владимир Николаевич, командовал 31-й олбр с 25.09.1942 по 07.03.1944 гг., полковник, с 08.03.1944 командир 126-го лёгкого горнострелкового корпуса, с 02.11.1944 генерал-майор.
- Лысенко, Степан Павлович, командовал 31-й олбр с 07.03.1944 по 28.10.1944 гг., госпитализирован по ранению 28.10.1944 г., полковник, награждён: орденом Красного Знамени, Орденом Кутузова 3-й степени, орденом Суворова 2-й степени, орденом Ленина (за выслугу лет), Орденом Отечественной войны 1 степени, медалями.
- Купцов, Павел Петрович, командовал 31-й огсбр с (?)февраля 1945 г. по 1946 г., полковник, награждён: Медаль «XX лет РККА» (Указом ПВС СССР от 22.02.1938 г.), двумя орденами Красного Знамени, медалями, был представлен к званию Героя Советского Союза.

## Герои Советского Союза
| Награда | Ф. И. О.                     | Должность                                      | Звание          | Дата награждения | Примечания                  |
| ------- | ---------------------------- | ---------------------------------------------- | --------------- | ---------------- | --------------------------- |
|         | Ташкин, Михаил Александрович | командир орудия отдельной батареи горных пушек | старший сержант | 15.05.1946       | посмертно, погиб 30.04.1945 |

## Участие в Великой Отечественной войне в 1942 г
- Бригада сформирована в составе Карельского фронта 25 сентября 1942 года на базе 5-й лыжной бригады Карельского фронта и 6-й лыжной бригады Карельского фронта. Держала оборону в Мурманской области до 1944 года, на левом фланге 14-й армии на левом берегу реки Западная Лица (река) (Заполярье), в районе Песочного озера.
- личный состав 31-й лыжной бригады состоял в основном из уроженцев Архангельской области, в том числе Ненецкого автономного округа, а также Коми АССР.
- Районы разведывательно-диверсионных рейдов 31-й лыжной бригады в 1942—1944 гг.: гора Нялвайвишь (кв. 8636); гора Челмвыд (кв. 8236); гора Ленк (кв. 8648); высоты 221,6 (кв. 8456); 253,7 (кв. 8950); 264,2 (кв. 9149); 237,1 (кв. 8630); 263,6 (кв. 8232); «Линза» (кв. 9349); «Груша» (кв. 9350); «Абрикос» (кв. 9250).
- В конце августа 1942 г. Соловьёв В. Н. назначается командиром 31-й олбр. За короткий срок он сумел сколотить и подготовить подразделения бригады (зелёные черти Соловьёва) для боевых действий в тундре и в ряде боев нанёс немецким захватчикам значительные потери.
- с 13 по 15 сентября 1942 г. по заданию Военного совета 14-й армии 31-я лыжная бригада совершила два ночных марша, без дорог по тундре вышла на фланг и в тыл противнику. 15 сентября бой в районе высоты 253,7 (сев-восточнее высоты 337,6) (на командный пункт 31-й олбр просочилась группа немецких автоматчиков), 15 сентября бой в районе выс. 334,2, где уничтожила до 300 солдат и офицеров противника, захватила трофеи и вернулась в расположение наших войск.
- 13-14 октября 1942 г. 31-й лыжной бригаде была поставлена задача ночным маршем по тундре выйти на фланг противника, откуда обеспечить проводимую частями 10-й гв. стрелковой дивизии операцию по уничтожению двух опорных пунктов немцев. Полковник Соловьёв В. Н. вывел бригаду в указанный ему район высоты 253,7, искусно замаскировал её и в течение дня оставался незамеченным для противника. Когда же немцы подтянули резервы и перешли в контратаку с целью выбить гвардейцев с занятой ими высоты с горизонталью «300», полковник Соловьёв В. Н. умело нацелил два батальона и внезапным ударом во фланг и стык противнику уничтожил до 400 солдат и офицеров 37-го самокатного батальона и 3-го батальона 137-го горно-егерского полка 2-й горнострелковой дивизии (Германия). При этом захватили пленных и трофеи. В 31-й лыжной бригаде привилось правило — «искать врага в тундре и бить его».
- 14-15 октября 1942 г. бой в районе высоты 350,2 в кв. 8848, погибло около 40 воинов.
- 20-25 декабря 1942 г. боевая операция, 20 декабря 5 воинов пропало без вести, 1 из которых попал в плен, но освобождён в 1945 г., 23-25 декабря бои в районе высоты 337,6 (юго-западнее высоты 253,7), где 6 погибших.

## Участие в Великой Отечественной войне в 1943 г
- 1-2 февраля 1943 г. боевая операция в районе высоты 323,3, где погибло 45 воинов, а 1 февраля пропало без вести 27 человек.
- 18-21 марта 1943 г. боевая операция в районе высоты 337,6; 18 марта 1943 г. в районе этой высоты противник вёл ожесточённую бомбежку силами 13 «Юнкерсов» по командному пункту бригады.
- 29 марта 1943 г. боевая операция в районе высоты 337,6.
- 26-28 апреля 1943 г. боевая операция в районе высоты 337,6, в результате боя 27 апреля погибли 10 воинов, но были захвачены пленные.
- май 1943 г. штурм высоты Кариквайвишь.
- к лету 1943 г. части 31-й лыжной бригады оказались более сколоченными, организованными, имеющими достаточный боевой опыт действий в позиционных условиях и в условиях бездорожья сурового Заполярья.
- В течение лета и осени 1943 г. 31-я олбр совершила 14 боевых походов во фланг и в тыл противника на Луостарском направлении с отрывом от своих баз до 7 суток и на расстоянии до 75 км с целью ведения глубокой разведки. В течение лета своими силами построили частям бригады хорошие тёплые и светлые землянки по типу газоубежищ. Хорошо оборудовали пищевые блоки.
- 29 июня 1943 г. бой разведки в районе высоты 276 (по др. данным 272) за захват пленного.
- 6 июля 1943 г. разведка захватила пленного в районе озера «Кошка-Ярв».
- 15-16 июля 1943 г. бои.
- 1-5 сентября 1943 г. исключительно тяжёлая боевая операция частей 31-й олбр в районе высоты 334,2; бой 2 сентября бой (кв. 9344 — карта 50000), 3 сентября на высоте Линза за опорный пункт противника, совместно с гвардейским батальоном. Погибло 11 воинов (в августе (по источникам не прослеживается, что именно в августе) 1943 г. боевой рейд в район немецкого опорного пункта Цукерхюттель с целью разгрома вражеского аэродрома. Австрийские горные егеря дали отпор нашим «лыжникам», которые потеряли 138 человек и отступили, оставив погибших. Егеря сбросили тела в воронку и забросали землёй. На этом месте в 1981 г. установлен обелиск в 8 км левее от 1448,4 км федеральной трассы «Кола»).
- 21-27 сентября 1943 г. длительный многокилометровый марш, в условиях темноты, беспрерывных проливных дождей; 25 сентября — штурм высоты 237,1 — опорного пункта противника, где части 31-й олбр попали под сильный миномётно-артиллерийский обстрел, погибло 4 воина.
- с 31 сентября по 3 октября 1943 г. в районе высоты 334,2 подразделения 31-й олбр уничтожили одну из двух рот 141-го горно-егерского полка 6-й горнострелковой дивизии, захватив четверых пленных, в том числе командира роты и трофеи, и имея незначительные потери, вернулись в район расположения.
- 25-31 декабря 1943 г. 2-й батальон с разведротой вёл разведку в районе высоты «Большой Кариквайвишь». Противнику удалось обнаружить действия батальона и для усиления своих опорных пунктов немцы спешно выбросили из глубины более батальона пехоты 136-го горно-егерского полка 2-й горнострелковой дивизии. Однако умелыми действиями подразделений 31-я олбр сумела разбить одну из групп немцев и захватить пленного.
- за период 1943 г. бригада выполнила большинство боевых задач поставленных Военным Советом 14-й армии, уничтожив до 500 солдат и офицеров противника, захватив и доставив в штаб армии 21 пленного и тем самым добыв для армии ценные сведения о группировке противника в глубине его расположения и о его намерениях.

## Участие в Великой Отечественной войне в 1944 г
- 13 января 1944 г. 31-й лыжной бригаде поставлена задача путём захвата пленных подтвердить группировку 2-й горнострелковой дивизии.
- 14-18 января 1944 г. боевая операция, когда полковник Соловьёв В. Н. выступил с двумя неполными батальонами и уже 17 января вёл встречный бой, а 18 января вёл бой с истребительным отрядом 2-й горнострелковой дивизии (Германия) силою 250 человек, в котором уничтожил до 50 немцев, захватил 5 человек пленных, трофеи и вернулся в расположение, имея потери: 2 убитых и 3 раненных. Как показали пленные, отряд немцев полностью не был уничтожен только благодаря сильному туману, который дал возможность рассеяться и ускользнуть от окружения. Благодаря дерзким и систематическим действиям подразделений 31-й олбр на фланге противника, немецкое командование неоднократно вынуждено было выбрасывать на свой фланг до полка пехоты из корпусных резервов.
- 16-22 февраля 1944 г. совершили 150-километровый марш в глубокий тыл врага в суровых климатических условиях полярной зимы, 20 февраля штурмовые группы проделали путь в проволочном заграждении и разгромили опорные пункты в тылу врага в районе высоты 323,3 в кв. 7726, затем шли колоннами, 21 февраля в кв. 8609 (карта 1: 100000) к подразделениям подошли немцы, но их вынудили отступить. Погибших 28 воинов.
- 29 марта 1944 г. бой силами 1-го батальона.
- 2 апреля 1944 г. бой у высоты 284,2 (264,2), бойцы подпустили противника поближе и открыли огонь, противник пытался окружить батальон.
- 27 апреля 1944 г. три атаки противника, занимавшего господствующую высоту 337,6, штурм высоты 337,6, борьба с превосходящими силами противника.
- в конце апреля и в мае 1944 г. велись тренировки боёв в горно-лесистой местности, обучались прокладывать колонные пути своими силами, совершать обходы по бездорожью, так как в подразделениях не было ни автомобильного, ни гужевого транспорта, а тяжёлое оружие пехоты, артиллерия, миномёты, средства связи, боеприпасы перевозились вьюками.
- 13 июля 1944 г. разведка в районе «Титовских мостов».
- 28 июля 1944 г. выход разведроты, под прикрытием тумана, переход за линию фронта, 30 июля достигли района «Титовских мостов», 1 августа начали отход, но группа в районе 0949 наткнулась на засаду.
- 29 августа 1944 г. разведка действовала в районе 20-й заставы противника.
- 17-18 сентября 1944 г. разведгруппа в тылу противника, обнаружили инженерные сооружения и орудия на опорном пункте противника «Игла».
- 22-23 сентября 1944 г. засада разведроты в районе 237,1, кв. 8632 — взяли пленных.
- 31-я олбр была перебазирована в район озера Чапр.
- Сентябрь 1944 г. бои за Нялвайвишь (кв. 8636), бригада пыталась захватить высоту, противник в течение двух суток контратаковал.
- с сентября 1942 по сентябрь 1944 г. (за два года боёв) совершено 43 рейда по тылам противника, уничтожено большое количество немецких и финских солдат и офицеров, доставлено 47 пленных.
- 5 октября 1944 г. диверсионная группа (6 чел.) действует в районе центральной дороги на норвежской территории, занятой фашистами. Взорвали мост (5 метров) с машиной пехоты, идущий из Норвегии в Петсамо.
- С 6 (ночь) по 29 октября 1944 г. 31-я олбр участвует в Петсамо-Киркенесской операции в трудных условиях Заполярья в рейдах по тылам противника, в длительных маршах по бездорожью. На левом фланге противник, надеясь на болотисто-речную местность, лишённую не только дорог, но и троп, имел лишь очаговую оборону.
- 7 октября 1944 г. разведка вышла в тыл к противнику, форсировала реку Петсамо-йокки и атаковала.
- В ночь с 7 на 8 октября 1944 г. миномётный дивизион под покровом темноты по бездорожью на болотистой местности под артиллерийским огнём обошёл опорный пункт немцев и ударил из всех орудий. С рубежа озера Кошка-Ярв, высота 307 в направлении высоты 326,0, гора Матерт, высоты 225,2, совершив 100 км марш по сильно пересечённой местности с преодолением двух крупных водных преград (Титовка, Петсамо-йокки), и многочисленных водных преград (поднимая над собой оружие и боеприпасы, бойцы двигались в ледяной воде, а на подходе к сопке Куорпукас солдаты, как альпинисты, карабкались по скользким гранитным скалам), сохранив полностью личный состав и материальную часть, части 31 олбр вышли в глубокий тыл 2-й горнострелковой дивизии противника, с целью овладения районами Луостари, Печенга.
- 10 октября 1944 г. головной дозор зашёл во фланг противника и ввёл его в замешательство, расчленил его силы, что дало возможность бойцам 31 олбр на четвёртый день тяжелейшего похода преодолеть заграждения и ворваться на дорогу, идущую с Луостари на Никель, Ахмалахта, Сальми-Ярви. 3-я рота 1-го батальона прибыла в район развилки дорог и первой вступила в бой. Правильно и быстро организовали взаимодействие с артиллерией (миномётный дивизион прямой наводкой вёл стрельбу по огневым точкам противника (выс. 281,0 — кв. 7953), что позволило разгромить опорный пункт немцев, расположенный у центральной дороги, затем отразить 9 контратак противника, при этом сами поднимались в атаку, завязался гранатный бой на высотах. Противник пытался отбить утерянные рубежи, но потерял живую силу и технику. Воины 31-й лыжной бригады не пропустили по дороге из Сальми-Ярви части 163-й пехотной дивизии (Германия), спешившие на помощь немецкому гарнизону Луостари.
- 10, 11, 12, 13 октября 1944 г. (в течение 4-х дней) бои при занятии дороги противника Луостари — Сальми-Ярви, выполнили задачу, несмотря на сильный артиллерийский миномётный и ружейно-пулемётный огонь противника. Каждые сутки приходилось отражать по 6-10 контратак превосходящих сил противника, при этом полностью разбили 307-й пехотный полк 163-й пехотной дивизии (Германия), захватив многочисленные трофеи и пленных. В боях с 10 по 13 октября погибло около 100 воинов 31-й бригады. Действия 31-й лыжной бригады в составе 126-го лск облегчили наступление войск 14-й армии на главном направлении.
- 13 октября 1944 г. бои 2-го батальона с превосходящими силами противника, а 3-му лыжному батальону угрожала опасность окружения, отбили все контратаки противника, разведка вела бои в районе высоты 252, отражая атаки.
- 15-18 октября 1944 г. совершили многокилометровый марш и перехватили последний путь, ведущий из Печенги в Северную Норвегию, пешая разведка первой вышла на вторую развилку дороги (скорее 15 октября), идущей из Петсамо в Тарнет (Лилль-Карандалет, Норвегия) на подступах к г. Киркенес, и заняла плацдарм, вела бои с частями 6-й горнострелковой дивизии, 31 олбр достигла озера Клистервати.
- 20-21 октября 1944 г. разведка 31 олбр вела бой в районе деревни Найден.
- 22 октября 1944 г., после многокилометрового марша по сильно пересечённой местности Норвегии, достигли озера Ватсухерярви (Ватусхерярви), и с ходу завязался гранатный бой, с использованием трофейных пулемётов отбили 5 контратак противника, освободили населённый пункт Виерлунн (Норвегия).
- 26 октября 1944 г. в ночь части 126-го лёгкого стрелкового корпуса освободили город Мункельвен (Норвегия).
- 26 октября 1944 года, выступая по радио, норвежский король Хокон VII говорил: «Мы следили с восхищением и энтузиазмом за героической и победоносной борьбой Советского Союза против нашего общего врага. Долг каждого норвежца заключается в том, чтобы оказать максимальную поддержку нашему советскому союзнику».
- 27 октября 1944 г. форсировали водную преграду через брод и сразу вступили в бой, ворвались в траншеи противника и отбили 3 контратаки противника, обеспечили переправу остальным частям 126-го лск, который в этот день освободил город Нейден (Норвегия).
- 27-28 октября 1944 г. форсирование р. Нейден-Эльв, завязался бой, наладили ложную переправу, ранен командир 31 олбр полковник С. П. Лысенко.
- 28 октября 1944 г. марш в тыл противника, переправа через реку Ахмалахта ярви с целью перерезать дорогу северо-западнее г.Нейден, затем 2-й батальон отбил все атаки противника на развилке дорог Киркенес — Нейден.
- 29 октября 1944 г. 126-й лёгкий горнострелковый корпус находился северо-западнее г. Нейден (Норвегия). Нейден и Наутси были последними пунктами, до которых дошли советские войска. Дальнейшее преследование противника было нецелесообразным. Рассредоточившиеся группки немцев попадали в плен норвежского Сопротивления. Впереди лежал полупустынный, горный, весь изрезанный фиордами район. Приближалась полярная ночь, начались сильнейшие снегопады, на дорогах появились заносы и завалы. Высланная от Нейдена на северо-запад разведка донесла, что движение сопряжено с громадными трудностями, a противника нет.
- 29 октября 1944 г. Петсамо-Киркенесская операция с разрешения Ставки ВГК была завершена.
- в декабре 1944 г. 31-я лыжная бригада со станции Кола пригорода Мурманска выехала эшелонами на переформирование в город Грязовец Вологодской области.

## Участие в Великой Отечественной войне в 1945 г
- В январе 1945 года 31-я лыжная бригада переформирована в 31-ю горнострелковую бригаду, находилась в д. Поповка Грязовецкого района Вологодской области.
- В январе 1945 года в 31-ю огсбр прибыло большое пополнение из молдаван, призванных из освобождённой от вражеских войск Молдавской ССР.
- в феврале из Вологды подразделения выехали в валенках, так как была ещё зима, а приехали на юг,— там уже лужи, весна. Прошли через Закарпатье, перешли границу и были переброшены в южную Польшу.
- 20 февраля 31-я огсбр прибыла в с. Добра в районе ж/д на южной окраине Билитц Провинция Верхняя Силезия, (ныне Силезское воеводство Польша) (освобождённого 12.02.1945 г.), где корпус вошёл в состав 1-й гвардейской армии, затем в середине марта был переброшен севернее в район Зорау, где вошёл в состав 38-й армии.
- 21 февраля 31-я огсбр в с. Вишнево близко Билитц.
- 24 марта — 05 мая 1945 г. 31-я огсбр участвовала в Моравско-Остравской наступательной операции.
- 23 марта 1945 г. велась активная подготовка к наступлению, орудиями прикрывали работу сапёров по постройке моста.
- 24-25 марта 1945 г. 31-я огсбр в составе 126-го лгск начала наступление с юго-западной окраины города Зорау, составляя первый эшелон наступающих войск, под сильным артиллерийским и миномётным огнём противника, за опорный пункт немцев — город Зорау ныне Силезское воеводство.
- 24 марта 1945 г. концу первого дня наступления части 126-го корпуса продвинулись на 7 километров.
- 24 марта 1945 г. бой 1-го батальона у деревни Клокочин.
- с 24 по 27 марта 1945 г. бои за деревни Габрамодоки, Рай (Roj), Сверкляны (Swierklany) — Карта, Маркловицы (Marklowice) — восточнее города Лослау.
- 25-26 марта 1945 г. бой у деревни Халупки.
- 27 марта 1945 г. бои в районе села Кокошуц (Kokoszyce) северо-западнее города Лослау, на подступах к селу Коношхау, разбили зенитную батарею противника и 2 пушки.
- 29 марта 1945 г. бои за деревню (разъезд) Сыринка (Syrynka)(южнее Сырина), где противник несколько раз переходил в контратаки и вёл сильный миномётный огонь по расположению 2-го батальона и отд. роте связи, отражали контратаку немцев, в упор их расстреливая, у насыпи шоссейной дороги был уничтожен станковый пулемёт, преградивший путь подразделениям, немцы пустили в контратаку 2 танка, поддержанные группой пехоты, которые были уничтожены.
- 28-29-31 марта 1945 г. бои в районе высоты (рощи) северо-западнее Домбрау (западнее деревни Сыринка (Syrynka)), уничтожены 2 самоходки, противник предпринял несколько контратак на 2-й и 3-й батальоны.
- 29-30 марта 1945 г. 126-й лгск овладел сильно укреплённым пунктом Сырин(Syrynia) в Водзиславском повяте Силезского воеводства Польши, с которого противник пытался отрезать ударную группировку от основных сил.
- 30 марта 1945 г. бои 31-й огсбр за разъезд Бугловец (Buglowiec).
- 2 апреля 1945 года подразделения 31-й огсбр под артиллерийско-миномётным огнём форсировали реку Одра и захватили плацдарм на западном берегу реки в районе населённого пункта Крейценорт (Германия) ныне Рацибужский повят (Польша) и отражали атаки противника, одна группа отражала атаки в окружённом доме в районе «Кирпичного завода».
- 2-4 апреля 1945 г. батальоны продолжали переправляться через реку Одер, где противник вёл по переправе неутихающий артиллерийско-миномётный огонь. Батальоны находились на западном берегу реки Одер, а командный пункт 31-й бригады на восточном. На повозках хозвзвода налажена эвакуация раненых в медико-санитарную роту.
- 2-4 апреля 1945 г. оборона «Господского двора» в районе населённого пункта Крейценорт, по несколько ежедневных контратак в несколько раз превосходящего противника, который при поддержке танков бил прямой наводкой.
- 4 апреля 1945 г. орудийные расчёты 31-й огсбр переправились через реку Одер.
- 5-6 апреля 1945 года бои с противником, который наносил артиллерийско-миномётные удары.
- С 5 апреля 1945 года поредевшие части 126-го корпуса перешли к обороне, в то время как другие соединения 38-й армии на других участках осуществляли прорыв обороны противника.
- с 5 по 14 апреля 1945 г. происходила скрытная дугообразная перегруппировка войск 126-го лгск на северо-запад, которая осуществлялась в напряжённых и сложных условиях контратак противника.
- 7 апреля 1945 г. противник переходил в контратаки на позиции 31-й огсбр, которые были отбиты.
- 8 апреля с рубежа Крейценорт, Рогув противник частями 371, 68, 544-й пехотных дивизий, 8, 16 и 17-й танковых дивизий перешёл в наступление. Удар наносился в стык 38-й и 1-й гвардейской армий с целью отбросить советские войска от Моравска Остравы и ликвидировать созданный ими плацдарм.
- 9 апреля 1945 г. противник вышел во фланг 31 огсбр и подходил к тылам, гитлеровцы силою до батальона пехоты, 15 танков и самоходных орудий (25-30 бронированных единиц) атаковали «Господский двор» в районе населённого пункта (Крейценорт Германия).
- 9 апреля 1945 г. воины 1672-го истребительного противотанкового артиллерийского полка Токатаев, Рахимжан Токатаевич, 1923 г.р. и Кердань, Фёдор Кириллович, 1925 г.р., приданного 31-й огсбр, в районе «Господский двор» огнём из орудия уничтожили 9 танков и 4 бронетранспортёра и 50 гитлеровцев. За этот подвиг им присвоено звание Героя Советского Союза.
- 9-10 апреля 1945 г. противник мелкими группами просочился на фланг подразделениям 31-й огсбр и подошёл к тылам, где стойко отразили атаку немцев, противник постоянно обстреливал переправу на узкий плацдарм на западном берегу р. Одер, куда продукты и боеприпасы стали переправлять на лодке, взятой у местных жителей.
- 12 апреля 1945 г. группа противника просочилась на командный пункт 1-го батальона 31-й бригады.
- в период с 24 марта по 12 апреля 1945 г. воины 31-й огсбр под руководством полковника Купцова П. П. сумели прорвать сильно укреплённую оборону противника и с боями вклиниться более чем на 40 км, с хода форсировать р. Одер и закрепиться на его правом берегу. Нанесли врагу потери: убитыми свыше 2000 немцев. Взяли в плен — 129 немецких солдат и офицеров. Подбили и уничтожили: танков и самоходных орудий — 34, бронетранспортёров — 7. Захватили трофеи: орудий — 17, пулемётов — 59, винтовок — 620, паровозов — 3, вагонов — 34, раций — 4, лошадей — 120, складов — 5.
- Увлекшись контратаками, вражеское командование не вскрыло переброски основных сил 38-й армии на новый участок. Таким образом, создание на фронте от Заудица до Краковитца сильной ударной группировки явилось для противника неожиданностью.
- 15 апреля 1945 г. началось новое наступление 38-й армии в южном направлении на город Моравская Острава, но уже с северного плацдарма. 31-я огсбр при прорыве обороны во втором эшелоне.
- 16 апреля 1945 г. авиаразведка доложила, что «севернее села Богусловице (Bohuslavice) на поле сосредоточивается около 15 танков противника».
- 20-22 апреля 1945 г. 31-я огсбр выходит в первый эшелон атакующих и ведёт бои на подступах к деревне Богусловице (Bohuslavice) (2 км севернее города Дольни-Бенешов (Dolní Benešov) Чехословакия) (много погибших, похороненных в с. Богусловице возле костела).
- 26-29 апреля 1945 г. бои в районе деревени Доброславице (Dobroslavice).
- 27 апреля 1945 г. ожесточённые бои южнее деревни Козмице (Kozmice), в районе деревни Илешовице (Jilešovice), западнее города Глучинский район (Hlučin), Чехословакия).
- 28-29 апреля 1945 г. ожесточённые бои в районе деревень Дегилов (Dehylov)), Нова-Плесна (Nova Plesna), Германия, ныне территория Чехии).
- 29 апреля 1945 г. 31-я огсбр действовала в районе деревни Мартинов (Martinov), затем деревни Гошталковице (Hoštalkovice) и вышла к реке Одра на западной окраине города Острава.
- 29 апреля 1945 г. вечером 126-й лёгкий горнострелковый корпус и 101-й стрелковый корпус 38-й армии вышли на западную окраину города Моравская Острава, а дивизии 1-й гвардейской армии подошли к его северным кварталам. Войска этих объединений готовились к назначенному на следующий день штурму Моравской Остравы.
- 30 апреля 1945 г. утром после артиллерийской подготовки советские войска начали штурм Моравской Остравы. К 18 часам 30 апреля 1945 года город Острава — административный центр Моравскосилезского края был полностью очищен от гитлеровцев.
- 30 апреля 1945 года Приказом Ставки ВГК объявлена благодарность 31-й горно-стрелковой бригаде, и всем войскам, участвовавшим в боях за освобождение городов Моравская-Острава и Жилина и в Москве дан салют 20 артиллерийскими залпами из 224 орудий.
- с 1 мая 1945 года 31-я огсбр 126-го корпуса в составе 38-й армии 4-й Украинский фронт выступили из города Моравская Острава на юг в направлении Нови-Йичин (Nový Jičín) вглубь Чехословакии.
- 1-3 мая 1945 года 31-я огсбр вела бои в районе села Крмелин (Krmelin).
- 5 мая 1945 г. бой 31-й огсбр в районе села Гуковице (Hukovice) 5 км севернее города Нови-Йичин, села Мотка, Опрехтице.
- 5 мая 1945 г. советскими войсками освобождён город Нови-Йичин.
- 5 мая 1945 г. бой 31-й огсбр в районе села Глазов (перекрёсток с Чернотин (Černotin) 10 км юго-западнее города Нови-Йичин, продвигались по южной стороне реки Одра, в отличие от частей 38-й армии, шедших по северной.
- 6-11 мая 1945 г. 31-я огсбр участвовала в Пражской стратегической наступательной операции.
- 6-9 мая 1945 г. 31-я огсбр участвовала в Оломоуцкой наступательной операции силами 4-го Украинского и 2-го Украинских фронтов.
- 6-7 мая 1945 г. наступление в западном направлении на город Оломоуц (Olomouc) в районе села Кунчитце.
- 7 мая 1945 г. бой 31-й огсбр с немецкими частями.
- 8 мая 1945 г. 31-я огсбр совместно с другими частями 38-й армии и 1-й гвардейской армии овладели городом и крупным железнодорожным узлом Оломоуц — важным опорным пунктом обороны немцев на реке Морава.
- Успешно продвигалось вперед соединение 126-го лёгкого горнострелкового корпуса и 8 мая, и продвинулось на 35-40 км.
- с 8 мая 1945 г. 31-й огсбр завершила переправу на западный берег реки Моравы и наступает в северо-западном направлении на город Литомишль (Litomyšl).
- к исходу 9 мая 1945 г. 31-й огсбр достигает города Литомишль.
- 10 мая 1945 г. 31-й огсбр достигает города Хрудим (Chrudim), южнее города Пардубице (Pardubice).
- 11 мая 1945 г. 31-я огсбр закончила войну в 100 км восточнее города Прага и сосредоточилась в районе населённых пунктов Хрудим, Пардубице (Pardubice), где находилась более двух месяцев.
- 14 мая 1945 года бригады 126-го лгск приняли последний бой с немецкими частями, прорывавшимися на запад, чтобы сдаться в плен к американцам US Army.

## Поход на Дальний Восток в 1945 г
Поклонившись могилам Героев

Куда Ташкин и Трубин легли

Не остывши от жаркого боя

Шли на край мы Чукотской земли
- В конце июля 1945 года 126-й и 127-й лгск выдвинулись походным маршем из Чехословакии на Западную Украину. Порядок был такой: три дня поход-марш в пределах 30-40 километров в день, на 4-й день — днёвка. Так через несколько недель, при перестрелках с бандеровцами, добрались до г. Львов. Затем двухсуточный переход в 80 км. Следующее расквартирование намечалась в Тернополе, но вдруг поступил приказ о немедленном возвращении во Львов (секретный приказ о следовании на Дальний Восток — для участия в войне с Японией). Так переход этих 80 км 126-й корпус совершил обратно за сутки.
- В городе Львов 126-й лёгкий горнострелковый корпус был объединён со 127-м лгск в единый 126-й лгск. Выехали из г. Львов в восточном направлении. Когда началась война с Японией — 09.08.1945 г. — находились в районе Свердловска (ж/д станция). Когда объявили о капитуляции Японии — 03.09.1945 г. — находились в районе Читы (ж/д станция). Выгрузились на ст. Варфоломеевка Приморского края и, в сентябре 1945 г., маршем за 2-е суток добрались до Залива Ольги (Владивосток). Вероятно в боях участия не принимали, однако в период войны находились в резерве, фронтовом подчинении 1-го Дальневосточного фронта.
- В конце сентября — начале октября 1945 г. 31-я огсбр переправлена кораблями Тихоокеанского флота из Владивостока (бухта «Золотой рог») в Анадырь (Чукотка). Во время следования попали в сильнейший шторм.
- В октябре 1945 г. 31-я огсбр разместилась на противоположном берегу лимана от города Анадырь — Угольные Копи. Там протекал небольшой ручей Сулаевая кошка. На одном берегу ручья разместились штаб бригады, разведрота, медико-санитарный батальон, прачечно-банный отряд. На другом берегу — артиллерийский дивизион, три горнострелковых батальона и другие подразделения (сапёрный, автоматный батальоны, рота связи).
- В связи с развязыванием Холодной войны и необходимостью усилить приграничный Анадырский гарнизон, в 1947—1948 гг. 31-я огсбр была переформирована в 116 стрелковую дивизию, а 126-й лгск в 14-ю армию.

## Состав 31 олбр
- три лыжных батальона, каждый в составе: штаб, три стрелковых роты, миномётная рота (82 мм), разведывательный взвод, взвод станковых пулемётов, взвод ПТР, взвод связи, хозяйственный взвод, санитарный взвод, взвод автоматчиков (в составе рот), сапёрное отделение, транспортное отделение
- миномётный батальон (три роты)
- рота связи (радио взвод, шестово-кабельный взвод)
- разведывательная рота
- сапёрная рота
- батарея 76 мм пушек 31-й отд. лыж. бригады
- управление бригады (оперативная часть, административно-хозяйственная часть, взвод ПВО (прицельный расчёт), отдел контрразведки «Смерш» 31 олбр)
- рота подвоза (авто отделения, продсклад, склад боеприпасов)
- 6-й дивизионный олений транспорт 31-й отд. лыж. бригады
- медико-санитарная рота
- полевая касса госбанка № 610
- оружейно-пулемётная мастерская
- полевая почта 2231 (31 олбр)

## Состав 31 огсбр
- три горно-стрелковых батальона, каждый в составе: миномётная рота, рота автоматчиков, сапёрный взвод, пулемётный взвод, разведывательный взвод, три стрелковые роты, взвод связи, расчёт станковых пулемётов, транспортный взвод
- батальон автоматчиков
- рота связи (штабной взвод, телефонный взвод, сигнальный взвод, пункт сбора донесений роты связи)
- рота пешей разведки
- сапёрная рота
- управление бригады (административно-хозяйственная часть, комендантский взвод)
- автомобильная рота подвоза
- вьючный артиллерийский дивизион (батареи)
- вьючный миномётный дивизион (батареи, взвод боепитания, отделение связи)
- медико-санитарная рота
- ветеринарный лазарет бригады
- взвод химической защиты бригады
- полевая хлебопекарня
- полевая почта 2231 (31 огсбр; с 1948 г. — 116 сд 14-й армии)

## Подчинение
| Дата                       | Фронт (округ)                    | Армия                 | Корпус | Примечания                                                                                               |   |
| -------------------------- | -------------------------------- | --------------------- | --- | --- | - |
| 01.10.1942 года            | Карельский фронт                 | 14-я армия            | - | - |   |
| 01.11.1942 года            | Карельский фронт                 | 14-я армия            | - | - |   |
| 01.12.1942 года            | Карельский фронт                 | 14-я армия            | - | - |   |
| 01.01.1943 года            | Карельский фронт                 | 14-я армия            | - | - |   |
| 01.02.1943 года            | Карельский фронт                 | 14-я армия            | - | - |   |
| 01.03.1943 года            | Карельский фронт                 | 14-я армия            | - | - |   |
| 01.04.1943 года            | Карельский фронт                 | 14-я армия            | - | - |   |
| 01.05.1943 года            | Карельский фронт                 | 14-я армия            | - | - |   |
| 01.06.1943 года            | Карельский фронт                 | 14-я армия            | - | - |   |
| 01.07.1943 года            | Карельский фронт                 | 14-я армия            | - | - |   |
| 01.08.1943 года            | Карельский фронт                 | 14-я армия            | - | - |   |
| 01.09.1943 года            | Карельский фронт                 | 14-я армия            | - | - |   |
| 01.10.1943 года            | Карельский фронт                 | 14-я армия            | - | - |   |
| 01.11.1943 года            | Карельский фронт                 | 14-я армия            | - | - |   |
| 01.12.1943 года            | Карельский фронт                 | 14-я армия            | - | - |   |
| 01.01.1944 года            | Карельский фронт                 | 14-я армия            | - | - |   |
| 01.02.1944 года            | Карельский фронт                 | 14-я армия            | - | - |   |
| 01.03.1944 года            | Карельский фронт                 | 14-я армия            | - | - |   |
| с 08.03.1944 года          | Карельский фронт                 | 14-я армия            | 126-й лёгкий стрелковый корпус                                                                                      | - |   |
| 01.05.1944 года            | Карельский фронт                 | 14-я армия            | 126-й лёгкий стрелковый корпус                                                                                      | - |   |
| 01.06.1944 года            | Карельский фронт                 | 14-я армия            | 126-й лёгкий стрелковый корпус                                                                                      | - |   |
| 01.07.1944 года            | Карельский фронт                 | 14-я армия            | 126-й лёгкий стрелковый корпус                                                                                      | - |   |
| 01.08.1944 года            | Карельский фронт                 | 14-я армия            | 126-й лёгкий стрелковый корпус                                                                                      | - |   |
| 01.09.1944 года            | Карельский фронт                 | 14-я армия            | 126-й лёгкий стрелковый корпус                                                                                      | - | - |
| 01.10.1944 года            | Карельский фронт                 | 14-я армия            | 126-й лёгкий стрелковый корпус                                                                                      | - |   |
| 01.11.1944 года            | Карельский фронт                 | 14-я армия            | 126-й лёгкий стрелковый корпус                                                                                      | - |   |
| 01.12.1944 года            | Резерв Ставки ВГК                | 19-я армия            | 127-й лёгкий стрелковый корпус                                                                                      | - |   |
| 01.01.1945 года            | Резерв Ставки ВГК                | 19-я армия            | 126-й лёгкий стрелковый корпус                                                                                      | - |   |
| 01.02.1945 года            | Резерв Ставки ВГК                | -                     | 126-й лёгкий горнострелковый корпус                                                                                 | - |   |
| с 20.02.1945 года          | 4-й Украинский фронт             | фронтовое подчинение  | 126-й лёгкий горнострелковый корпус                                                                                 | Район г. Билитц, Силезия (ныне г. Бельско-Бяла Силезского воеводства, Польша)                            |   |
| с 4.03. до 19.03.1945 года | 4-й Украинский фронт             | 1-я гвардейская армия | 126-й лёгкий горнострелковый корпус                                                                                 | - |   |
| 01.04.1945 года            | 4-й Украинский фронт             | 38-я армия            | 126-й лёгкий горнострелковый корпус                                                                                 | - |   |
| до 10.05.1945 года         | 4-й Украинский фронт             | 38-я армия            | 126-й лёгкий горнострелковый корпус                                                                                 | до 19 мая ликвидация мелких групп противника                                                             |   |
| до 30.05.1945 года         | 4-й Украинский фронт             | 18-я армия (СССР)     | 126-й лёгкий горнострелковый корпус                                                                                 | в 100 км восточнее Праги                                                                                 |   |
| 00.06.1945 года            | 4-й Украинский фронт             | 38-я армия            | 126-й лёгкий горнострелковый корпус                                                                                 | в 100 км восточнее Праги                                                                                 |   |
| до 26.07.1945 года         | 4-й Украинский фронт             | 38-я армия            | 126-й лёгкий горнострелковый корпус                                                                                 | |   |
| конец июля 1945 года       | Львовский военный округ          | -                     | 126-й лёгкий горнострелковый корпус По приказу ВГК от 23 июля 1945 года объединён со 127-м лгск в единый 126-й лгск | бои с бандеровцами, затем эшелонами выехали из г. Львов на восток                                        |   |
| 01.08.1945 года            | Резерв Ставки ВГК                | -                     | 126-й лёгкий горнострелковый корпус                                                                                 | находились в районе Воробьёвых гор — Краснолужского моста Окружной железной дороги, на юго-западе Москвы |   |
| 09.08.1945 года            | Резерв Ставки ВГК                | -                     | 126-й лёгкий горнострелковый корпус                                                                                 | в районе Свердловска (ж/д станция)                                                                       |   |
| 03.09.1945 года            | Резерв 1-й Дальневосточный фронт | фронтовое подчинение  | 126-й лёгкий горнострелковый корпус                                                                                 | в районе Читы (ж/д станция)                                                                              |   |
| 00.09.1945 года            | Резерв 1-й Дальневосточный фронт | фронтовое подчинение  | 126-й лёгкий горнострелковый корпус                                                                                 | выгрузились на ст. Варфоломеевка Приморского края, маршем за 2-е суток добрались до бухты Ольга.         |   |

## Память
- Музей боевой славы бригады в гимназии № 3 г. Мурманска, ул. Челюскинцев, д. 14
- Обелиск с именами 139 воинов в 8-и километрах левее от 1448,4 км федеральной трассы «Кола»)
- Землянка штаба бригады, 10-й километр дороги Мурманск-Печенга
- Мемориал (братская могила воинов бригады, 72-й километр дороги Мурманск-Печенга) воинам 31-й отдельной Краснознамённой ордена Красной звезды лыжной (горнострелковой) бригады
- Памятник «Подвигу участников оленно-транспортных батальонов в годы Великой Отечественной войны» в Нарьян-Маре.
- 20 ноября в Ненецком автономном округе установлена памятная дата — День памяти участников оленно-транспортных батальонов в Великой Отечественной войне[1].

Нарьян-Мар. Памятник подвигу участников оленно-транспортных батальонов в годы Великой Отечественной войны.